# Бен-Ами, Шломо
Шломо Бен-Ами (ивр. שלמה בן עמי‎; род. 17 июля 1943) — израильский педагог, государственный и политический деятель, депутат Кнессета с 1996 по 2001 год. Занимал посты министра иностранных дел и министра внутренней безопасности.

## Биография
Шломо Бен-Ами родился в Марокко под именем Шломо Бен Абу, в 1955 году репатриировался в Израиль. Получил научную степень доктора истории в Тель-Авивском университете и Оксфорде.
С 1987 по 1991 год являлся послом государства Израиль в Испании.
В 1996 году впервые избран в Кнессет в списке партии Авода. Был членом различных парламентских комиссий. В 1999 году повторно избран в Кнессет в списке партии Единый Израиль. Назначен на пост министра внутренней безопасности и с ноября 2000 года занимал пост министра иностранных дел. Принимал участие в мирных переговорах в Кэмп-Дэвиде. Будучи министром внутренней безопасности, подвергся резкой критике за разгон полицией демонстраций израильских арабов на севере Израиля, в ходе которых погибло 12 человек. Комиссия под руководством судьи Теодора Ора рекомендовала впредь не назначать Шломо Бен-Ами на пост министра внутренней безопасности.
В 2001 году Бен-Ами оставил политику и продолжил научную деятельность. Так, в 2003 году он посетил Москву в качестве историка, специализирующегося на истории Испании, и прочел лекцию об оксфордской историографической школе. Большая часть его публикаций посвящена истории Испании в XX веке. Однако его последняя книга — «Рубцы войны и раны мира: арабо-израильская трагедия» (2006 год) о ближневосточном конфликте. На данный момент Шломо Бен Амии является вице-председателем Международного толедского центра за мир (TICpax), который ведет деятельность по предупреждению конфликтов и продвижению прав человека, как и демократических ценностей.